# Eneida de León

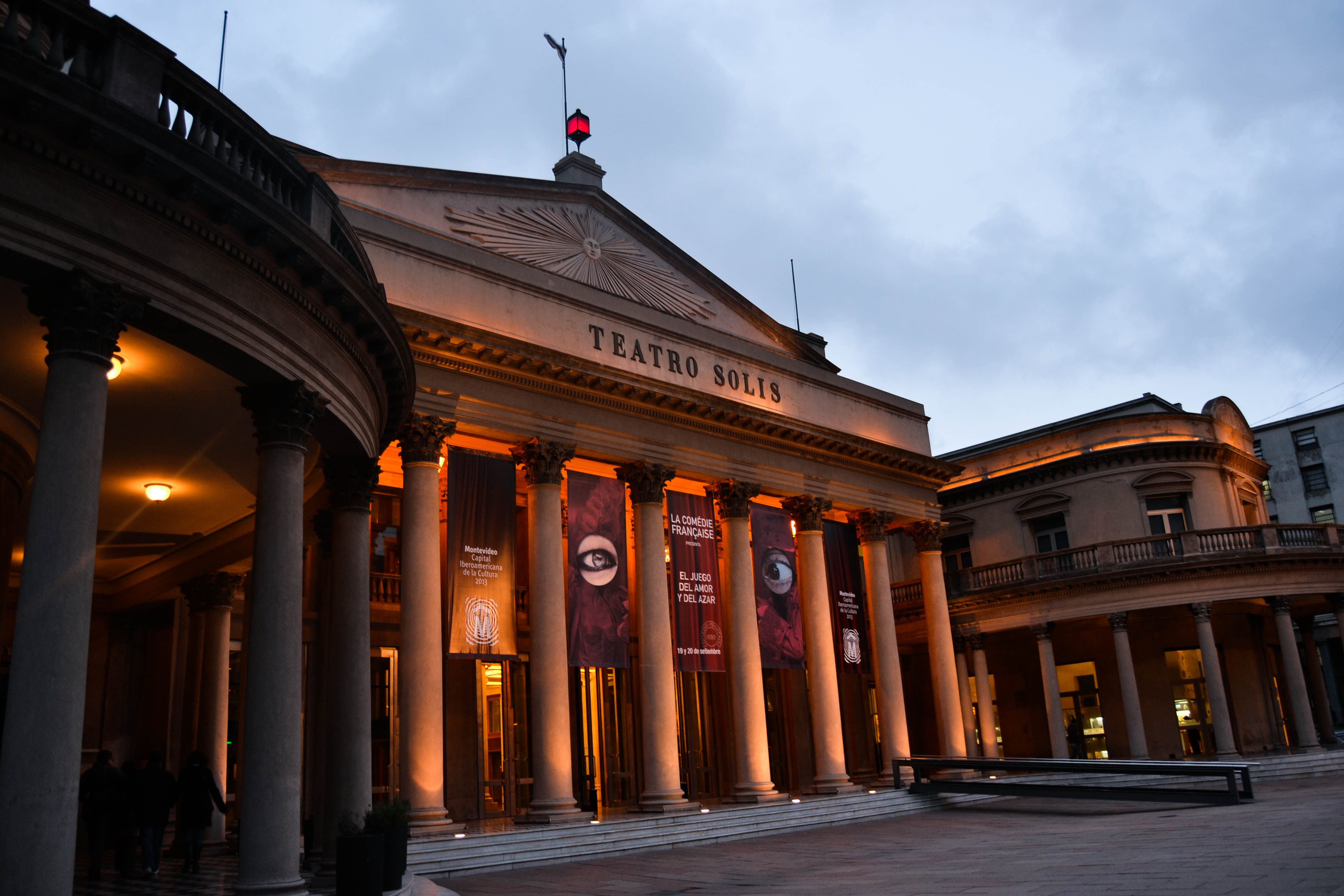
La restauración del Teatro Solis, bajo la dirección de Eneida de León.

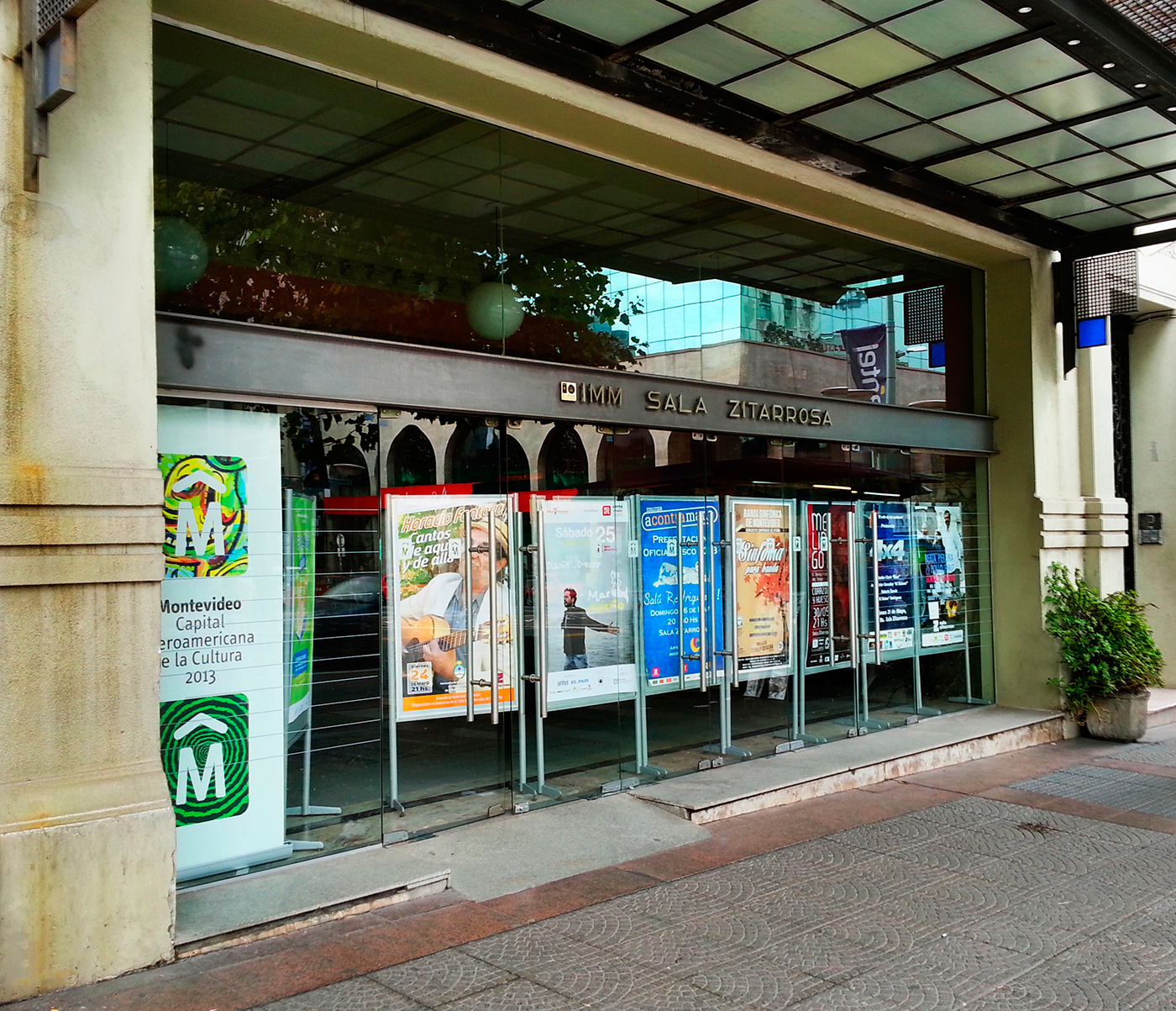
El proyecto de reconstrucción de la Sala Zitarroza, bajo la dirección de Eneida de León.

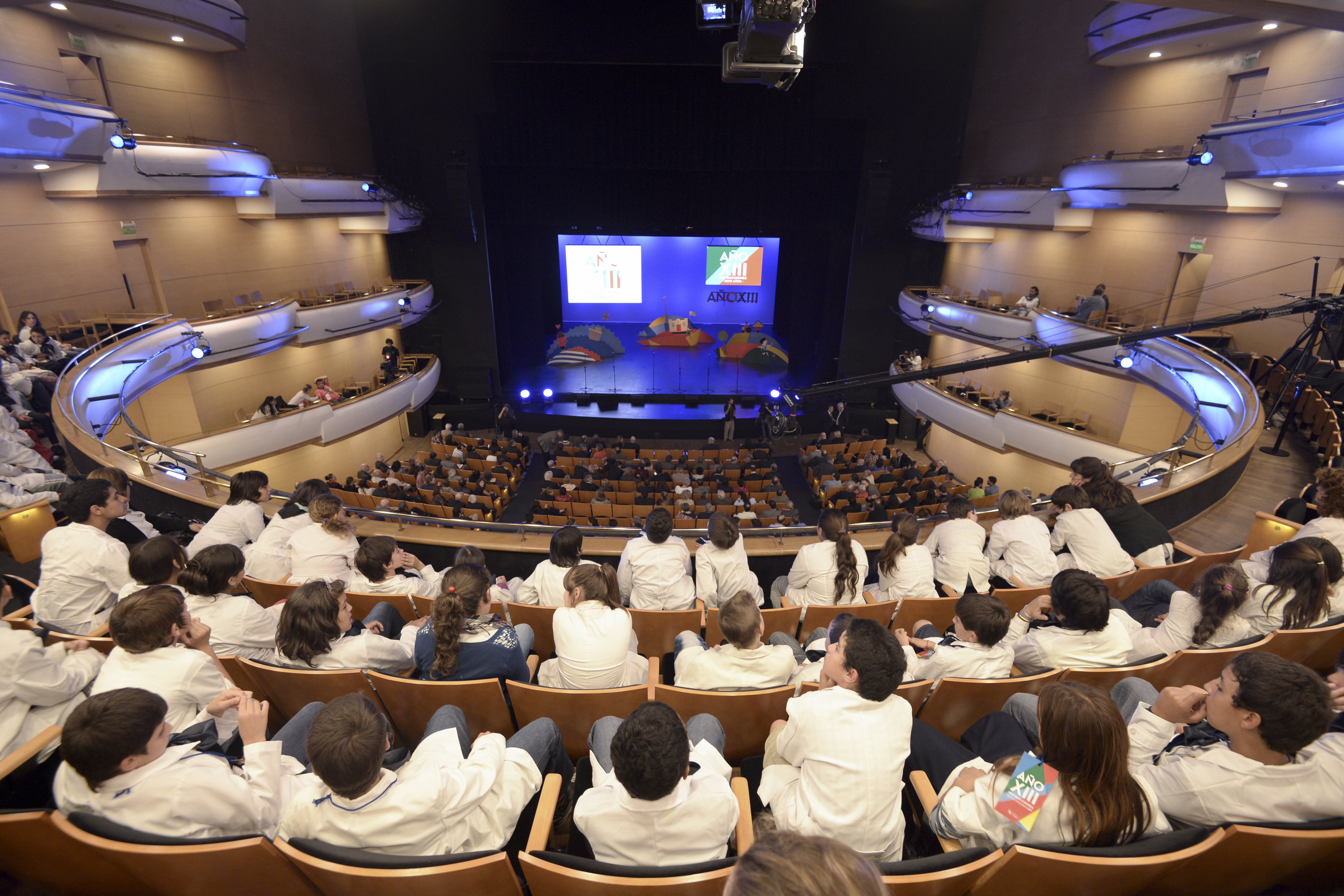
Reconstrucción Auditorio Nacional «Dra. Adela Reta», sala Eduardo Fabini.

Eneida de León Pérez (Tala, Canelones, 1943) es una arquitecta y política uruguaya, perteneciente al Frente Amplio Desde el 1 de marzo de 2015 hasta el 29 de febrero de 2020 ocupó el cargo de ministra de Vivienda, Ordenamiento Territorial y Medio Ambiente.

## Formación
Egresó de la Facultad de Arquitectura de la Universidad de la República en 1977.

## Trayectoria en arquitectura
Inició su actividad profesional en el por entonces conocido como  Instituto Nacional de Viviendas Económicas del que fue destituida por la dictadura militar obligándole a trabajar en el sector privado. Fue dibujante y una vez egresada trabajó en el área de proyectos para Estudio Cinco, principalmente para obras en Punta del Este, entre otros.
De su labor en el sector privado destaca la dirección de obras de la Torres Náuticas en Montevideo para la empresa Campiglia Construcciones (1997-2000) o del edificio El Torreón en Punta del Este, una de las primeras obras que dirigió (1980).
Una vez reincorporada al ámbito público desempeñó su actividad como arquitecta en la Dirección Nacional de Arquitectura del Ministerio de Transporte y Obras Públicas. En ese cargo fue solicitada para culminar las obras de restauración y reciclaje del Edificio del Parque Hotel para convertirlo en sede de la Secretaría del Mercosur (1997-2001) el mismo, había sido declarado Monumento Histórico Nacional en 1975, en 1993 también participó en el proyecto de ampliación del Hospital Pereira Rossell. 
Trabajó también para la Intendencia Municipal de Montevideo (de 2001 a 2004) desde donde se le asignó la dirección de obras de gran envergadura como la Sala Zitarrosa (1997-1999) o la etapa final de restauración del Teatro Solís (2003-2004), apertura de la sala principal (cañón central), parte de las salas laterales y modificación de tecnología y equipamiento escénico.
En marzo de 2005, primer gobierno de Tabaré Vázquez, fue nombrada Directora de la Dirección Nacional de Arquitectura del Ministerio de Transporte y Obras Públicas, cargo que ejerció hasta octubre de 2010. Bajo su coordinación se re-adecuó el proyecto de la Torre Ejecutiva para albergar al Poder Ejecutivo y la Presidencia de la República (2006-2009), una estructura edilicia paralizada durante más de 40 años .
A partir de un acuerdo entre los ministerios de Educación y Cultura, Economía y Transporte se le asignó la tarea de articular la última etapa de reconstrucción del Auditorio Nacional del Sodre Adela Reta, una obra iniciada en 1989 y culminada en 2009, que la arquitecta dirigió en sus inicios y finalización.
Eneida De León fue también presidenta de la Sociedad de Arquitectos del Uruguay entre 2012 y 2014. En 2013 y hasta principios de 2015 ocupó la presidencia del Consejo Directivo del SODRE.

## Actividades políticas
Ha desempeñado su actividad profesional principalmente en la dirección de obra de la administración pública ocupando altos cargos de dirección y gestión de importantes obras estatales y municipales. Fue militante independiente del Frente Amplio e integra el Movimiento de Participación Popular (MPP) desde 2013.
En diciembre de 2014, tras confirmarse la elección de Tabaré Vázquez para un nuevo periodo presidencial, De León queda al frente del Ministerio de Vivienda, Ordenamiento Territorial y Medio Ambiente.
Alguna de las medidas impulsadas son: la construcción de una Política Nacional de Cambio Climático; la articulación con distintos niveles de gobierno para la elaboración de una estrategia de ordenamiento territorial del Litoral del país con el objetivo de potenciar la región, por parte de la Dirección Nacional de Ordenamiento Territorial; el reconocimiento por parte del Programa de Naciones Unidas para el Desarrollo (PNUD) al Sistema Nacional de Áreas Protegidas (SNAP), que lo situó en la categoría de “contribución significativa con la equidad de género” en tanto promotor de este tipo de políticas y ejemplo de buenas prácticas; la implementación desde la Dirección Nacional de Vivienda del programa “Financiación a Cooperativas de Usuarios para egreso de socios” (desde marzo de 2017).